# 마두카 오코예
마두카 에밀리오 오코예(독일어: Maduka Emilio Okoye, 1999년 8월 28일 ~ )는 현재 세리에 A의 우디네세에서 골키퍼로 활약하고 있는 나이지리아의 프로 축구 선수이다. 독일에서 태어난 그는 나이지리아 국가대표팀에서 뛰고 있다.

## 어린 시절
오코예는 뒤셀도르프에서 이보족 출신 나이지리아인 아버지와 독일인 어머니 사이에서 태어났다.

## 구단 경력

### 포르투나 뒤셀도르프 II
2017년 여름, 그는 2009년부터 포르투나 뒤셀도르프의 유소년 팀에 합류하기 위해 뛰었던 바이어 레버쿠젠의 유소년 팀을 떠났다.
2017년 10월 14일 부퍼탈러 SV와의 경기에서 43분에 부상당한 막스 쉰스와 교체되어 포르투나 뒤셀도르프 II 소속으로 프로 데뷔 전을 치렀다. 2017/2018 시즌을 5경기에 출전하여 1골만을 내주고 4장의 클린시트를 유지하며 마무리한 반면, 소속팀은 34경기 만에 승점 36점으로 15위로 시즌을 마무리하며 간신히 오버리가 강등에서 벗어났다.
2018/2019 시즌, 그는 클럽의 정규 골키퍼가 되었다. 2019년 4월 13일, 그는 SV 뢰딩하우젠을 상대로 시즌 마지막 경기를 치렀고, 야닉 테이센 골키퍼에 의해 다음 경기를 위한 골로 교체되었다. 그는 15경기에 출전하여 25골을 내주고 3번의 클린시트를 유지하며 시즌을 마쳤다. 이번에, 그의 클럽은 34경기만에 승점 42점으로 시즌을 12위로 마치며 이전 시즌보다 더 나은 성적을 거두었다.
2019년 8월 24일, 그는 샬케 04 II와의 2019-2020 시즌 첫 경기를 치렀고, 팀은 2-1로 이겼다.

### 스파르타 로테르담
2020년 7월, 오코예는 에레디비시의 스파르타 로테르담으로 자유 이적하였다. 그는 2020-21 시즌 리그 28경기에서 10장의 클린시트를 유지하며 스파르타 올해의 선수로 선정되었다. 2021년 8월 4일, 오코예는 2025년까지 연장 계약을 체결하였다.

### 왓퍼드
2021년 11월 8일, 오코예는 프리미어리그의 왓퍼드와 5년 6개월 계약을 맺고 비공개 이적료로 이적한다고 발표했다. 2022년 1월 1일, 오코예는 왓퍼드에 입단했다. 이 계약으로 오코예는 2021-22 시즌 종료까지 스파르타 로테르담으로 임대되었다. 2022년 8월 23일, MK 돈스와의 EFL컵 2라운드 경기에서 왓퍼드 데뷔 전을 치렀다.

### 우디네세
2023년 8월 24일, 오코예는 세리에 A의 우디네세로 이적했다.

## 국가대표팀 경력
2017년 11월 30일, 나이지리아 축구 국가대표팀의 제르노 로르 감독은 마두카를 2018년 FIFA 월드컵에 앞서 나이지리아 축구 국가대표팀에 초청할 계획에 대해 이야기했지만, 계획은 성공적이지 못했다.
2019년 2월 20일, 마두카는 나이지리아의 스포츠 기자인 오마 아카투바와의 인터뷰에서 나이지리아 축구 국가대표팀의 초청을 받고 있으며, 녹색과 흰색을 착용할 의사가 있음을 시사했다.
2019년 2월 22일, 나이지리아 U-23 국가대표팀의 감독인 이마마 아마파카보에 의해 2019년 U-23 아프리카 네이션스컵 예선 전을 앞두고 나이지리아 U-23 대표팀에 차출되었으나, 클럽 경기로 인해 데뷔 전을 치르지 못했다.
2019년 5월 9일, 마두카는 수단 U-23과의 2019년 U-23 아프리카 네이션스컵 예선전에 나이지리아 U-23 대표팀에 다시 한 번 초청되었다. 이 경기는 2019년 6월 3일부터 11일까지 열릴 예정이었으나, 2019년 9월 2일부터 10일까지 아프리카 축구 연맹(CAF)에 의해 2019년 6월 21일부터 7월 19일까지 이집트에서 열린 2019년 아프리카 네이션스컵 예선 전이 마감됨에 따라 연기되었다.
2019년 7월 26일, 나이지리아 축구 국가대표팀의 제르노 로르 감독은 칼 이케메가 병으로 물러난 이후 팀을 뒤흔든 골키퍼 위기를 해결하기 위해 마두카에게 관심을 돌리고 있음을 시사했다.
2019년 8월 14일, 로르는 드니프로 아레나에서 우크라이나와의 친선 경기에 마두카를 초대했고, 2019년 9월 10일 드니프로 아레나에서 열릴 예정이다.
2019년 10월 13일, 그는 1-1로 끝난 브라질과의 친선 경기에서 교체 출전하며 국가대표팀 데뷔 전을 치렀다.
2021년 12월 25일, 그는 에과보엔 감독에 의해 2021년 아프리카 네이션스컵 최종 명단에 이름을 올렸다.